# Tessarabrachion oculatum
Tessarabrachion oculatum är en kräftdjursart som beskrevs av Hansen 1911. Tessarabrachion oculatum ingår i släktet Tessarabrachion och familjen lysräkor. Inga underarter finns listade i Catalogue of Life.